# Кубок Англії з футболу 1982—1983
Кубок Англії з футболу 1982—1983 — 102-й розіграш найстарішого футбольного турніру у світі, Кубка виклику Футбольної Асоціації, також відомого як Кубок Англії. Вп'яте титул здобув Манчестер Юнайтед.

## Перший раунд
| Дата                      | Господарі         | Рахунок | Гості             |
| ------------------------- | ----------------- | ------- | ----------------- |
| 20 листопада              | Енфілд            | 0:0     | Ньюпорт Каунті    |
| 23 листопада Перегравання | Ньюпорт Каунті    | 4:2     | Енфілд            |
| 20 листопада              | Блекпул           | 3:0     | Хорвіч РМІ        |
| 20 листопада              | Честер Сіті       | 1:1     | Нортвіч Вікторія  |
| 22 листопада Перегравання | Нортвіч Вікторія  | 3:1     | Честер Сіті       |
| 20 листопада              | Честерфілд        | 2:2     | Пітерборо Юнайтед |
| 24 листопада Перегравання | Пітерборо Юнайтед | 2:1     | Честерфілд        |
| 20 листопада              | Дарлінгтон        | 0:1     | Сканторп Юнайтед  |
| 20 листопада              | Борнмут           | 0:2     | Саутенд Юнайтед   |
| 20 листопада              | Престон Норт-Енд  | 5:1     | Шепшед Чартерхаус |
| 20 листопада              | Веймут            | 4:3     | Мейдстоун Юнайтед |
| 20 листопада              | Вортінг           | 2:1     | Дартфорд          |
| 20 листопада              | Редінг            | 1:2     | Бішопс Стортфорд  |
| 20 листопада              | Волсолл           | 3:0     | Кеттерінг Таун    |
| 20 листопада              | Джиллінгем        | 1:0     | Дагенем           |
| 20 листопада              | Маклсфілд Таун    | 1:5     | Вустер Сіті       |
| 20 листопада              | Свіндон Таун      | 2:0     | Вілдстоун         |
| 20 листопада              | Транмер Роверз    | 4:2     | Скарборо          |
| 20 листопада              | Брентфорд         | 7:0     | Віндзор енд Ітон  |
| 20 листопада              | Бристоль Роверз   | 1:0     | Вікем Вондерерз   |
| 20 листопада              | Нортгемптон Таун  | 2:2     | Вімблдон          |
| 23 листопада Перегравання | Вімблдон          | 0:2     | Нортгемптон Таун  |
| 20 листопада              | Портсмут          | 4:1     | Герефорд Юнайтед  |
| 20 листопада              | Плімут Аргайл     | 2:0     | Ексетер Сіті      |
| 20 листопада              | Галл Сіті         | 1:1     | Шеффілд Юнайтед   |
| 23 листопада Перегравання | Шеффілд Юнайтед   | 2:0     | Галл Сіті         |
| 20 листопада              | Олтрінгем         | 2:1     | Рочдейл           |
| 20 листопада              | Гаддерсфілд Таун  | 1:0     | Мосслі            |
| 20 листопада              | Менсфілд Таун     | 3:2     | Стокпорт Каунті   |
| 20 листопада              | Порт Вейл         | 0:1     | Бредфорд Сіті     |
| 20 листопада              | Галіфакс Таун     | 0:1     | Норт Шилдс        |
| 20 листопада              | Чешем Юнайтед     | 0:1     | Йовіл Таун        |
| 20 листопада              | Воркінгтон        | 1:2     | Донкастер Роверз  |
| 20 листопада              | Каршолтен Атлетік | 4:0     | Барнет            |
| 20 листопада              | Йорк Сіті         | 3:1     | Бері              |
| 20 листопада              | Олдершот          | 4:0     | Вімборн Таун      |
| 21 листопада              | Віган Атлетік     | 0:0     | Телфорд Юнайтед   |
| 23 листопада Перегравання | Телфорд Юнайтед   | 2:1     | Віган Атлетік     |
| 20 листопада              | Бостон Юнайтед    | 3:1     | Кру Александра    |
| 20 листопада              | Холбіч Юнайтед    | 0:4     | Рексем            |
| 20 листопада              | Колчестер Юнайтед | 0:2     | Торкі Юнайтед     |
| 20 листопада              | Слау Таун         | 1:0     | Міллволл          |
| 20 листопада              | Вокінгем Таун     | 1:1     | Кардіфф Сіті      |
| 23 листопада Перегравання | Кардіфф Сіті      | 3:0     | Вокінгем Таун     |
| 20 листопада              | Оксфорд Юнайтед   | 5:2     | Фолкстоун         |
| 20 листопада              | Лейтон Орієнт     | 4:1     | Бристоль Сіті     |
| 20 листопада              | Гартліпул Юнайтед | 3:0     | Лінкольн Сіті     |

## Другий раунд
До другого раунду увійшли переможці першого раунду. 
| Дата                   | Господарі         | Рахунок | Гості             |
| ---------------------- | ----------------- | ------- | ----------------- |
| 11 грудня              | Престон Норт-Енд  | 2:1     | Блекпул           |
| 11 грудня              | Джиллінгем        | 1:1     | Нортгемптон Таун  |
| 14 грудня Перегравання | Нортгемптон Таун  | 3:2     | Джиллінгем        |
| 11 грудня              | Свіндон Таун      | 2:2     | Брентфорд         |
| 14 грудня Перегравання | Брентфорд         | 1:3     | Свіндон Таун      |
| 11 грудня              | Бристоль Роверз   | 2:2     | Плімут Аргайл     |
| 20 грудня Перегравання | Плімут Аргайл     | 1:0     | Бристоль Роверз   |
| 11 грудня              | Портсмут          | 1:2     | Олдершот          |
| 11 грудня              | Вустер Сіті       | 2:1     | Рексем            |
| 11 грудня              | Олтрінгем         | 0:1     | Гаддерсфілд Таун  |
| 11 грудня              | Саутенд Юнайтед   | 3:0     | Йовіл Таун        |
| 11 грудня              | Сканторп Юнайтед  | 2:1     | Нортвіч Вікторія  |
| 11 грудня              | Менсфілд Таун     | 1:1     | Бредфорд Сіті     |
| 15 грудня Перегравання | Бредфорд Сіті     | 3:2     | Менсфілд Таун     |
| 11 грудня              | Кардіфф Сіті      | 2:3     | Веймут            |
| 11 грудня              | Ньюпорт Каунті    | 1:0     | Лейтон Орієнт     |
| 11 грудня              | Торкі Юнайтед     | 4:1     | Каршолтен Атлетік |
| 11 грудня              | Норт Шилдс        | 0:3     | Волсолл           |
| 11 грудня              | Бостон Юнайтед    | 1:1     | Шеффілд Юнайтед   |
| 14 грудня Перегравання | Шеффілд Юнайтед   | 5:1     | Бостон Юнайтед    |
| 11 грудня              | Пітерборо Юнайтед | 5:2     | Донкастер Роверз  |
| 11 грудня              | Слау Таун         | 1:4     | Бішопс Стортфорд  |
| 11 грудня              | Оксфорд Юнайтед   | 4:0     | Вортінг           |
| 11 грудня              | Телфорд Юнайтед   | 1:1     | Транмер Роверз    |
| 14 грудня Перегравання | Транмер Роверз    | 2:1     | Телфорд Юнайтед   |
| 11 грудня              | Гартліпул Юнайтед | 1:1     | Йорк Сіті         |
| 14 грудня Перегравання | Йорк Сіті         | 4:0     | Гартліпул Юнайтед |

## Третій раунд
| Дата                  | Господарі                | Рахунок | Гості                    |
| --------------------- | ------------------------ | ------- | ------------------------ |
| 8 січня               | Вотфорд                  | 2:0     | Плімут Аргайл            |
| 8 січня               | Волсолл                  | 0:0     | Бірмінгем Сіті           |
| 11 січня Перегравання | Бірмінгем Сіті           | 1:0     | Волсолл                  |
| 8 січня               | Лестер Сіті              | 2:3     | Ноттс Каунті             |
| 8 січня               | Блекберн Роверз          | 1:2     | Ліверпуль                |
| 8 січня               | Мідлсбро                 | 2:2     | Бішопс Стортфорд         |
| 11 січня Перегравання | Бішопс Стортфорд         | 1:2     | Мідлсбро                 |
| 8 січня               | Вест-Бромвіч Альбіон     | 3:2     | Квінз Парк Рейнджерс     |
| 8 січня               | Сандерленд               | 0:0     | Манчестер Сіті           |
| 12 січня Перегравання | Манчестер Сіті           | 2:1     | Сандерленд               |
| 8 січня               | Дербі Каунті             | 2:0     | Ноттінгем Форест         |
| 8 січня               | Лутон Таун               | 3:0     | Пітерборо Юнайтед        |
| 8 січня               | Свіндон Таун             | 7:0     | Олдершот                 |
| 8 січня               | Шрусбері Таун            | 2:1     | Ротергем Юнайтед         |
| 8 січня               | Шеффілд Юнайтед          | 0:0     | Сток Сіті                |
| 12 січня Перегравання | Сток Сіті                | 3:2     | Шеффілд Юнайтед          |
| 8 січня               | Транмер Роверз           | 0:1     | Вулвергемптон Вондерерз  |
| 8 січня               | Тоттенгем Готспур        | 1:0     | Саутгемптон              |
| 8 січня               | Нортгемптон Таун         | 0:1     | Астон Вілла              |
| 8 січня               | Ковентрі Сіті            | 3:1     | Вустер Сіті              |
| 8 січня               | Брайтон енд Гоув Альбіон | 1:1     | Ньюкасл Юнайтед          |
| 11 січня Перегравання | Ньюкасл Юнайтед          | 0:1     | Брайтон енд Гоув Альбіон |
| 8 січня               | Манчестер Юнайтед        | 2:0     | Вест Гем Юнайтед         |
| 8 січня               | Норвіч Сіті              | 2:1     | Свонсі Сіті              |
| 8 січня               | Бредфорд Сіті            | 0:1     | Барнслі                  |
| 8 січня               | Карлайл Юнайтед          | 2:2     | Бернлі                   |
| 11 січня Перегравання | Бернлі                   | 3:1     | Карлайл Юнайтед          |
| 8 січня               | Олдем Атлетік            | 0:2     | Фулгем                   |
| 8 січня               | Крістал Пелес            | 2:1     | Йорк Сіті                |
| 8 січня               | Саутенд Юнайтед          | 0:0     | Шеффілд Венсдей          |
| 11 січня              | Шеффілд Венсдей          | 2:2     | Саутенд Юнайтед          |
| 24 січня Перегравання | Шеффілд Венсдей          | 2:1     | Саутенд Юнайтед          |
| 8 січня               | Сканторп Юнайтед         | 0:0     | Грімсбі Таун             |
| 11 січня Перегравання | Грімсбі Таун             | 2:0     | Сканторп Юнайтед         |
| 8 січня               | Гаддерсфілд Таун         | 1:1     | Челсі                    |
| 12 січня Перегравання | Челсі                    | 2:0     | Гаддерсфілд Таун         |
| 8 січня               | Ньюпорт Каунті           | 1:1     | Евертон                  |
| 11 січня Перегравання | Евертон                  | 2:1     | Ньюпорт Каунті           |
| 8 січня               | Чарльтон Атлетік         | 2:3     | Іпсвіч Таун              |
| 8 січня               | Арсенал                  | 2:1     | Болтон Вондерерз         |
| 8 січня               | Лідс Юнайтед             | 3:0     | Престон Норт-Енд         |
| 8 січня               | Кембридж Юнайтед         | 1:0     | Веймут                   |
| 8 січня               | Оксфорд Юнайтед          | 1:1     | Торкі Юнайтед            |
| 12 січня Перегравання | Торкі Юнайтед            | 2:1     | Оксфорд Юнайтед          |

## Четвертий раунд
У цьому раунді зіграли переможці попереднього етапу.
| Дата                  | Господарі                | Рахунок | Гості                   |
| --------------------- | ------------------------ | ------- | ----------------------- |
| 29 січня              | Бернлі                   | 3:1     | Свіндон Таун            |
| 29 січня              | Ліверпуль                | 2:0     | Сток Сіті               |
| 29 січня              | Вотфорд                  | 1:1     | Фулгем                  |
| 1 лютого Перегравання | Фулгем                   | 1:2     | Вотфорд                 |
| 29 січня              | Астон Вілла              | 2:0     | Вулвергемптон Вондерерз |
| 29 січня              | Мідлсбро                 | 2:0     | Ноттс Каунті            |
| 29 січня              | Дербі Каунті             | 2:1     | Челсі                   |
| 29 січня              | Лутон Таун               | 0:2     | Манчестер Юнайтед       |
| 30 січня              | Евертон                  | 2:1     | Шрусбері Таун           |
| 29 січня              | Іпсвіч Таун              | 2:0     | Грімсбі Таун            |
| 29 січня              | Тоттенгем Готспур        | 2:1     | Вест-Бромвіч Альбіон    |
| 29 січня              | Ковентрі Сіті            | 2:2     | Норвіч Сіті             |
| 2 лютого Перегравання | Норвіч Сіті              | 2:1     | Ковентрі Сіті           |
| 29 січня              | Брайтон енд Гоув Альбіон | 4:0     | Манчестер Сіті          |
| 29 січня              | Крістал Пелес            | 1:0     | Бірмінгем Сіті          |
| 29 січня              | Арсенал                  | 1:1     | Лідс Юнайтед            |
| 2 лютого              | Лідс Юнайтед             | 1:1     | Арсенал                 |
| 9 лютого Перегравання | Арсенал                  | 2:1     | Лідс Юнайтед            |
| 29 січня              | Торкі Юнайтед            | 2:3     | Шеффілд Венсдей         |
| 29 січня              | Кембридж Юнайтед         | 1:0     | Барнслі                 |

## П'ятий раунд
На цьому етапі зіграли переможці попереднього раунду.
| Дата                   | Господарі        | Рахунок | Гості                    |
| ---------------------- | ---------------- | ------- | ------------------------ |
| 20 лютого              | Ліверпуль        | 1:2     | Брайтон енд Гоув Альбіон |
| 19 лютого              | Астон Вілла      | 4:1     | Вотфорд                  |
| 19 лютого              | Мідлсбро         | 1:1     | Арсенал                  |
| 28 лютого Перегравання | Арсенал          | 3:2     | Мідлсбро                 |
| 19 лютого              | Дербі Каунті     | 0:1     | Манчестер Юнайтед        |
| 19 лютого              | Евертон          | 2:0     | Тоттенгем Готспур        |
| 19 лютого              | Норвіч Сіті      | 1:0     | Іпсвіч Таун              |
| 19 лютого              | Крістал Пелес    | 0:0     | Бернлі                   |
| 28 лютого Перегравання | Бернлі           | 1:0     | Крістал Пелес            |
| 19 лютого              | Кембридж Юнайтед | 1:2     | Шеффілд Венсдей          |

## Шостий раунд
На цьому етапі зіграли переможці попереднього раунду.
| Дата                    | Господарі                | Рахунок | Гості           |
| ----------------------- | ------------------------ | ------- | --------------- |
| 12 березня              | Бернлі                   | 1:1     | Шеффілд Венсдей |
| 16 березня Перегравання | Шеффілд Венсдей          | 5:0     | Бернлі          |
| 12 березня              | Брайтон енд Гоув Альбіон | 1:0     | Норвіч Сіті     |
| 12 березня              | Манчестер Юнайтед        | 1:0     | Евертон         |
| 12 березня              | Арсенал                  | 2:0     | Астон Вілла     |

## Півфінали
У півфіналах зіграли команди, що перемогли на попередньому етапі.
| Дата      | Господарі                | Рахунок | Гості           |
| --------- | ------------------------ | ------- | --------------- |
| 16 квітня | Брайтон енд Гоув Альбіон | 2:1     | Шеффілд Венсдей |
| 16 квітня | Манчестер Юнайтед        | 2:1     | Арсенал         |

## Фінал
| 21 травня 1983 |

| Брайтон енд Гоув Альбіон | 2–2      | Манчестер Юнайтед        |
| ------------------------ | -------- | ------------------------ |
| Сміт 14' Стівенс 87'     | Протокол | Степлтон 55' Вілкінс 72' |

| Вемблі, Лондон Глядачів: 99,059 Арбітр: Альф Грей |

Перегравання
| 26 травня 1983 |

| Брайтон енд Гоув Альбіон | 0–4 | Манчестер Юнайтед                             |
| ------------------------ | --- | --------------------------------------------- |
|                          |     | Робсон 25', 44' Вайтсайд 30' Мюрен 62' (пен.) |

| Вемблі, Лондон Глядачів: 91,534 Арбітр: Альф Грей |